# José Ubiratan Lopes
José Ubiratan Lopes – duchowny rzymskokatolicki, w latach 2000–2023 biskup Itaguaí.